# Lichtenberg (Woltersdorf)
Lichtenberg ist ein Ortsteil der Gemeinde Woltersdorf  im Wendland.

## Geographie
Das Reihendorf liegt zwei Kilometer südwestlich von Woltersdorf.

## Geschichte
Für das Jahr 1848 wird angegeben, dass Lichtenberg 52 Wohngebäude hatte, in denen 304 Einwohner lebten. Zu der Zeit war der Ort nach Woltersdorf eingepfarrt worden und in Lichtenberg befand sich eine Schule.
Am 1. Dezember 1910 hatte Lichtenberg im Kreis Lüchow 288 Einwohner. Am 1. Juli 1972 wurde Lichtenberg in die Gemeinde Woltersdorf eingegliedert.

## Archäologische Grabungen
Im Bereich eines ehemaligen Seeufers auf dem Gebiet der heutigen Gemeinde Lichtenberg finden seit einigen Jahren Ausgrabungen statt, die insbesondere der Siedlungsgeschichte von Neandertalern nachspüren.